# Aethionema anatolicum
Aethionema anatolicum ist eine Pflanzenart aus der Gattung der Steintäschel (Aethionema) innerhalb der Familie der Kreuzblütler (Brassicaceae).

## Beschreibung
Aethionema anatolicum ist ein mehrstängeliger, aufrechter und unbehaarter Zwergstrauch. Am Grund weist die Art Reste ältere Verzweigungen der Stängel auf und ist dick verholzt. Blüten tragende Stängel sind 6 bis 9 Zentimeter hoch, wenig beblättert und nicht brüchig. An ihrem Grund sind 1 bis 4 sterile Triebe vorhanden. Die Blätter dieser Triebe sind 3,5 bis 7 × 0,7 – 1,2 Millimeter groß, gegenständig, schmal linealisch-verkehrtlanzettlich und sitzend. Die Blätter der Blüten tragenden Stängel sind 5 bis 8 × 1 bis 1,5 Millimeter groß, wechselständig, linealisch bis linealisch-verkehrtlanzettlich, spitz, unbehaart und leicht gestielt bis sitzend. Die unteren Blätter verschmälern sich zum Grund hin.
Der Blütenstand ist eine (10) 15- bis 20-blütige Traube. Anfangs ist der Blütenstand  zusammengedrückt, wenn die Pflanze fruchtet, verlängert er sich geringfügig. Die Kelchblätter sind 1,5 bis 2 Millimeter groß, spitz und leicht violett. Die Kronblätter sind 3 bis 4 Millimeter groß und leicht violett. Ihre Spreite ist 1,5 bis 2 Millimeter groß, ihr Nagel 1,5 bis 2 Millimeter. Die Staubfäden sind gerade. Die äußeren sind 0,2 Millimeter lang, die inneren 0,5 Millimeter. Die Staubbeutel sind 0,5 Millimeter groß und gelb. Wenn die Pflanze fruchtet, sind die Blütenstängel mehr oder weniger stark der Blütenachse angedrückt, aufrecht und 3 bis 4 Millimeter groß. Die Früchte sind ein- oder zweikammerig. Die Schoten sind kugelförmig und 3,5 bis 5 × 3,5 bis 5 Millimeter groß. Die ein oder zwei Samenanlagen sind jeweils einsamig. Sie sind an Spitze und Grund ausgerandet. Ihr Rand ist durchscheinend, 1 bis 1,5 Millimeter breit und gezähnt. Die Scheidewand misst 3 bis 3,5 × 0,5 Millimeter. Die Griffel sind 0,5 Millimeter groß und sind in der Regel ungefähr so groß wie der Sinus. Die Samen sind elliptisch, glatt, 1,5 bis 1 Millimeter groß. Die Keimwurzel ist obenliegend.
Die Art blüht im Juni und fruchtet im Juli.

## Vorkommen
Aethionema anatolicum ist ein irano-turanisches Florenelement. Das Vorkommen der Art ist auf die Aydos-Berge in der Provinz Konya, Türkei, begrenzt. Sie wächst auf Felsen aus Kalkgestein in Felsspalten. Mit Aethionema anatolicum vergesellschaftet kommen Centaurea anthemifolia, Tanacetum argenteum subsp. flabellifolium, Silene conoidea, Anthemis tinctoria var. pallida, Scandix aucheri, Laserpitium petrophilum, Hesperis kotschyi, Heldreichia rotundifolia, Ferula sp., Potentilla sp. und Ononis sp. vor.

## Systematik
Aethionema anatolicum wurde 2013 von den türkischen Botanikern Osman Karabacak und Meryem Öztürk aufgrund von 2008 bis 2012 bei Exkursionen aufgesammeltem Material als Aethionema anatolica in Annales Botanici Fennici Band 50, Nr. 3, Seite 183–186 erstbeschrieben. Weil der Internationale Code der Nomenklatur für Algen, Pilze und Pflanzen für alle auf -nema endenden Gattungsnamen Neutrum als grammatisches Geschlecht festlegt, ist der Name in Aethionema anatolicum zu korrigieren.

## Belege
- Osman Karabacak, Meryem Öztürk, Ahmet Duran: Aethionema anatolica (sic!) (Brassicaceae), a New Species from South Anatolia, Turkey. In: Annales Botanici Fennici Band 50, Nr. 3, 2013, S. 183–186, DOI:10.5735/085.050.0310 (PDF-Datei).

1. ↑  John McNeill et al.: International Code of Nomenclature for algae, fungi, and plants (Melbourne Code) (= Regnum Vegetabile. Band 154). A.R.G. Gantner, Ruggell 2012, ISBN 978-3-87429-425-6, (Artikel 62.2c).